# Tramea onusta
Tramea onusta är en trollsländeart som beskrevs av Hagen 1861. Tramea onusta ingår i släktet Tramea och familjen segeltrollsländor. IUCN kategoriserar arten globalt som livskraftig. Inga underarter finns listade i Catalogue of Life.

## Bildgalleri

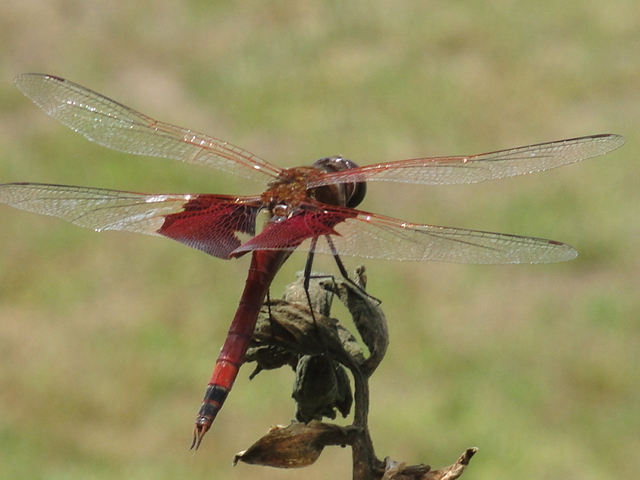